# Zircaloy
Las aleaciones de circonio  son soluciones sólidas de circonio con otros metales, un subgrupo de ellas son la marca comercial Zircaloy. El circonio posee una muy baja sección eficaz de absorción de neutrones térmicos, alta dureza, ductilidad y resistencia a la corrosión. Una de las principales aplicaciones de las aleaciones de circonio es la tecnología nuclear, como material de vainas de combustible en reactores nucleares, especialmente en reactores de agua. Una composición típica de aleación de circonio de calidad nuclear incluye más de un 95% de circonio en peso y menos de un 2% de estaño, niobio, hierro, cromo, níquel y otros metales, añadidos para mejorar las propiedades mecánicas y la resistencia a la corrosión.
La refrigeración con agua de las aleaciones de circonio exige una mejor resistencia a la oxidación asociada a la corrosión galvánica. Además, la reacción de oxidación del circonio con agua libera hidrógeno en forma de gas, que en parte se difunde hacia el interior del metal y forma hidruros de zirconio. Los hidruros son menos densos y mecánicamente más frágiles que la aleación, su formación provoca ampollas y rupturas en las vainas. Un fenómeno conocido como fragilización por hidrógeno.